# Рундук Дэви Джонса

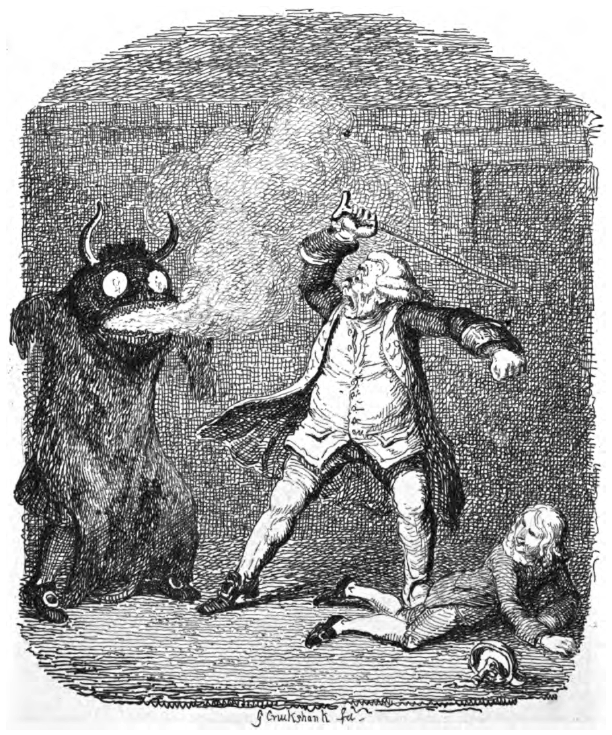
Дэви Джонс, рисунок Джорджа Крукшенка 1832 года, по описанию в книге Тобиасa Смоллеттa «Приключения Перигрина Пикля»

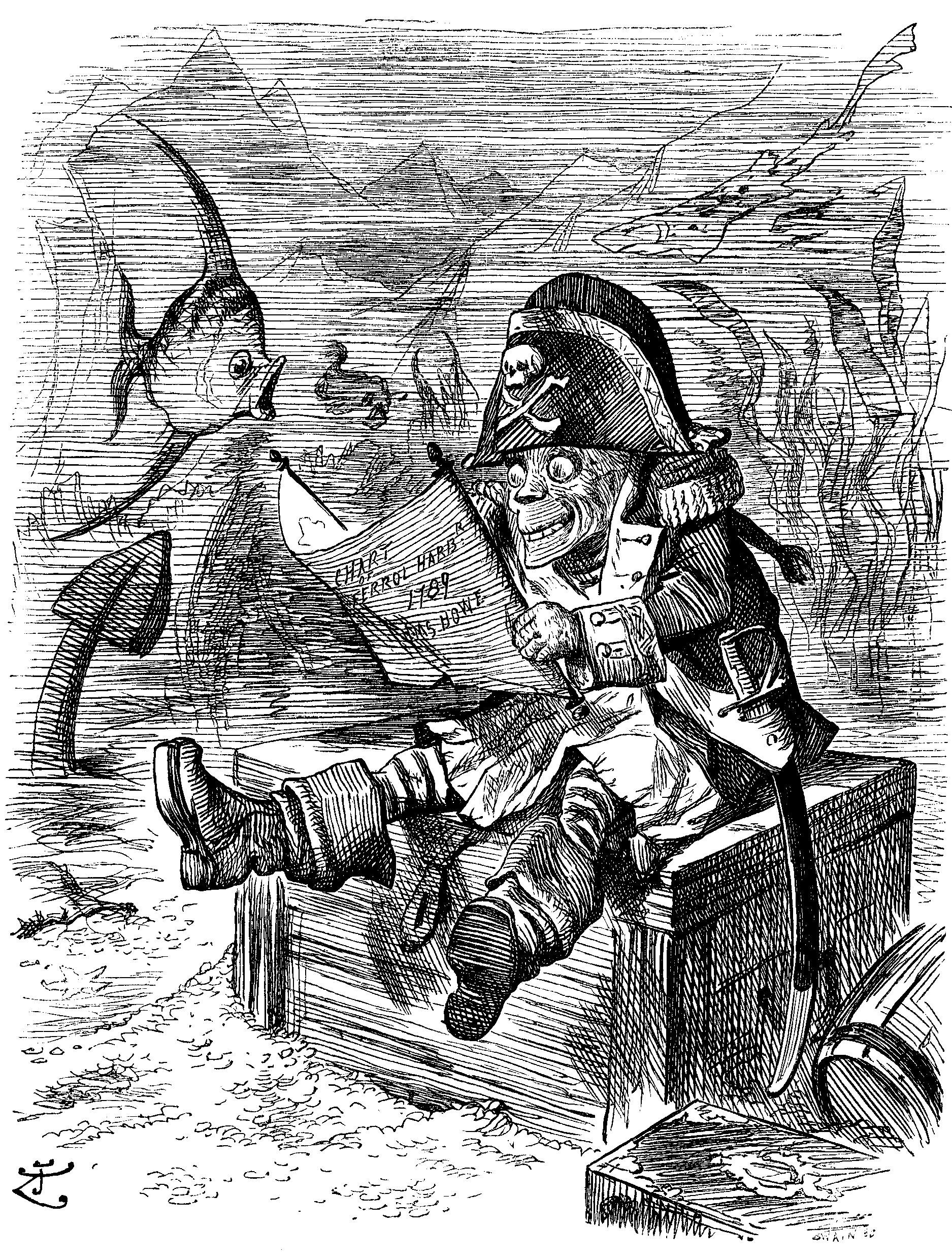
Рундук Дэви Джонса, иллюстрация Джона Тенниела из журнала Панч 10 декабря 1892 года

Рунду́к Дэ́ви “Де́йви” Джо́нса (англ. Davy Jones's Locker; часто ошибочно называется “сундуком Дэви Джонса,” но морской термин именно рундук) — идиома на жаргоне британских моряков от XVIII века до наших дней, иносказательное название могилы моряков.
Дэви (Дейви, Дэвид) Джонс – дьявол морских глубин, а рундук – океан, место упокоения моряков. Выражение «рундук Дэви Джонса» стало известно широкой публике из произведения английского писателя Тобиаса Смоллета «Приключения Перигрина Пикля». Тобиас Смоллет в своей книге пишет о том, что «тот же самый Дэви Джонс, согласно поверью моряков, является дьяволом, повелевающим всеми злыми духами пучины». Некоторые авторы, как утверждает Жан Рогожинский, связывают происхождение этого выражения с жизнью и деятельностью пирата XVII века Дэвида Джонса, разбойничавшего в водах Карибского моря.

## В литературе
- Дэви Джонс в ироническом контексте упоминается в разговоре двух моряков в романе Чарльза Диккенса «Дэвид Копперфилд»[3].
- Дэви Джонс упоминается в тексте пиратской песни «Пятнадцать человек на сундук мертвеца», ставшей известной благодаря роману Роберта Льюиса Стивенсона «Остров сокровищ»[4], а также в самом тексте книги как идиома (например в разговоре Абрахама Грэя с Джимом Хокинсом: “Why, in the name of Davy Jones…”).

## В кинематографе
- Образ Дэви Джонса смешивается с легендой о Летучем голландце в серии современных фильмов «Пираты Карибского моря».
- У американских сапёров существует сундук боли (англ. hurt locker), означающий то же самое, что и рундук Дэви Джонса у моряков[5].
- Дэви Джонс упоминается в психологическом фильме ужасов «Маяк».
- Дэви Джонс упоминается в фильме «Повелитель страниц».